# Elachertus niveicornis
Elachertus niveicornis är en stekelart som först beskrevs av Girault 1915.  Elachertus niveicornis ingår i släktet Elachertus och familjen finglanssteklar. Inga underarter finns listade i Catalogue of Life.